# Вимблдон 2005.
Вимблдон 2005. био је трећи Гренд слем турнир у 2006. години и 119. турнир Вимблдон, одржан у Вилмблдону, Лондон, Енглеска, од 26. јуна до 9. јула 2006. То је једини Гренд слем који се игра на трави.
Победник у мушком синглу био је Роџер Федерер, коме је то била трећа титула на Вимблдону заредом. У женском синглу победила је америчка тенисерка Винус Вилијамс, којој је то такође била трећа вимблдонска титула. Титулу у мушким паровима су освојили Аустралијанац Стивен Хас и Весли Муди из Јужноафричке републике, а у женским Кара Блек из Зимбабвеа и Лајзел Хјубер, која је тада још увек играла за ЈАР. Победници у мешовитим паровима били су Францускиња Мери Пирс и Индијац Махеш Бупати.

## Финала

### Појединачно

#### Мушкарци
- Види Вимблдон 2005 — мушкарци појединачно

 Роџер Федерер -  Енди Родик 6-2, 7-6 (2), 6-4

#### Жене
- Види Вимблдон 2005 — жене појединачно

 Винус Вилијамс -  Линдси Давенпорт 4-6, 7-6 (4), 9-7

### Парови

#### Мушкарци
- Види Вимблдон 2005 — мушки парови

 Стивен Хас /  Весли Муди -  Боб Брајан /  Мајк Брајан 7-6 (4), 6-3, 6-7 (2), 6-3

#### Жене
- Види Вимблдон 2005 — женски парови

 Кара Блек /  Лајзел Хјубер -  Светлана Кузњецова /  Амели Моресмо 6-2, 6-1

#### Мешовито
- Види Вимблдон 2005 — мешовити парови

 Мери Пирс /  Махеш Бупати -  Татјана Перебијнис /  Пол Хенли 6-4, 6-2

### Јуниори
Жереми Шарди -  Робин Хасе 6-4, 6-3

#### Јуниорке
Агњешка Радвањска -  Тамира Пасек 6-3, 6-4

#### Парови јуниора
Џеси Левин /  Мајкл Шабац -  Семјуел Грот /  Ендру Кино 6-4, 6-1

#### Парови јуниорки
Викторија Азаренка /  Агнеш Савај -  Марина Ераковић /  Моника Никулеску 6-7 (5), 6-2, 6-0

## Првих десет носилаца
| 1. Роџер Федерер (Шампион) 2. Енди Родик (финалиста, изгубио од Роџера Федерера) 3. Лејтон Хјуит (полуфиналиста, изгубио од Роџера Федерера) 4. Рафаел Надал (2. коло, изгубио од Жила Милера) 5. Марат Сафин (3. коло, изгубио од Фелисијана Лопеза) 6. Тим Хенман (2. коло, изгубио од Дмитрија Турсунова) 7. Гиљермо Кањас (повукао се са турнира) 8. Николај Давиденко (2. коло, изгубио од Јонаса Бјоркмана) 9. Себастијен Грожан (четвртфиналиста, изгубио од Ендија Родика) 10. Марио Анчић (4. коло, изгубио од Фелисијана Лопеза) | 1. Линдси Давенпорт (финалиста, изгубила од Винус Вилијамс) 2. Марија Шарапова (полуфиналисткиња, изгубила од Винус Вилијамс) 3. Амели Моресмо (полуфиналисткиња, изгубила од Линдси Давенпорт) 4. Серена Вилијамс (3. коло, изгубила од Џил Крејбас) 5. Светлана Кузњецова (четвртфиналисткиња, изгубила од Линдси Давенпорт) 6. Јелена Дементјева (4. коло, изгубила од Анастасије Мискине) 7. Жистин Енен-Арден (1. коло, изгубила од Елени Данилиду) 8. Анастасија Мискина (четвртфиналисткиња, изгубила од Амели Моресмо) 9. Пати Шнидер (1. коло, изгубила од Антонеле Сера Занети) |